# Alfredo Zibechi
Alfredo Juan Zibechi (Zibecchi) Rossi (ur. 30 października 1895 w Montevideo, zm. 19 czerwca 1958 tamże) – były urugwajski piłkarz grający jako pomocnik.

## Życiorys
Jako piłkarz klubu Montevideo Wanderers był w kadrze reprezentacji Urugwaju podczas turnieju Copa América 1916 – pierwszych w dziejach mistrzostwach Ameryki Południowej oraz pierwszych w dziejach mistrzostwach kontynentalnych. Urugwaj zdobył tytuł pierwszego mistrza Ameryki Południowej, a Zibechi zagrał tylko w ostatnim meczu – z Argentyną.
Jako gracz klubu Club Nacional de Football wziął udział w turnieju Copa América 1919, gdzie Urugwaj został wicemistrzem Ameryki Południowej. Zibechi zagrał we wszystkich czterech meczach - z Argentyną, Chile i w obu decydujących bojach z Brazylią.
W turnieju Copa América 1920 Urugwaj po raz trzeci zdobył mistrzostwo Ameryki Południowej, natomiast Zibechi zagrał we wszystkich trzech meczach – z Argentyną, Brazylią i Chile.
Turniej Copa América 1921 był kompletnie nieudany, gdyż Urugwaj zajął dopiero trzecie miejsce. Zibechi wystąpił we wszystkich trzech spotkaniach – z Paragwajem, Brazylią i Argentyną.
Równie nieudany był turniej Copa América 1922, gdzie Urugwaj ponownie był trzeci. Zibechi nadal był podstawowym graczem reprezentacji i zagrał we wszystkich czterech meczach – z Chile, Brazylią, Argentyną i Paragwajem.
Wciąż jako gracz Nacionalu był w kadrze reprezentacji Urugwaju na turniej Copa América 1924. Urugwaj zdobył mistrzostwo Ameryki Południowej, jednak Zibechi nie zagrał w żadnym meczu.
Był w kadrze reprezentacji Urugwaju podczas Igrzysk Olimpijskich w 1924 roku. Urugwaj zdobył złoty medal, a Zibechi zagrał w jednym meczu – ćwierćfinałowym z Francją.
Zibechi od 12 września 1915 roku do 2 listopada 1924 roku rozegrał w reprezentacji Urugwaju 39 meczów i zdobył 1 bramkę.